# San Paolo di Jesi
San Paolo di Jesi là một đô thị ở tỉnh Ancona trong vùng Marche, nằm cách 35 km về phía tây nam của Ancona. Tại thời điểm ngày 31 tháng 12 năm 2004, đô thị này có dân số 867 và diện tích là 10,1 km².
San Paolo di Jesi giáp các đô thị sau: Cupramontana, Jesi, Monte Roberto, Staffolo.